# Безумство духов
«Безумство духов» (англ. Ghost Fever; другое название «В погоне за призраком») — комедийный художественный фильм режиссёра Элана Смити.

## Сюжет
Фильм повествует о духах людей, умерших в 1880 году, которые решили возродить себя спустя столетие.

## В ролях
- Шерман Хемсли — Буфорд Вашингтон
- Луис Авалос — Бенни
- Дженифер Родес — мадам Эспит
- Дебора Бенсон — Линда
- Диана Брукс — Лиза
- Пеппер Мартин — шериф Клай
- Кеннет Джонстон — менеджер Ужасного Такера
- Патрик Велч — диктор
- Стив Стоун — Репортёр
- Рамон Берумен — Рефери
- Джордж Палмеро — тренер Ужасного Такера
- Майрон Хили — Эндрю Ли

## Это интересно
- Настоящий режиссёр фильма — Ли Мэдден, а Алан Смити — псевдоним, используемый некоторыми режиссёрами и сценаристами, скрывающими своё участие в фильме.
- Фильм был снят в 1984 году, однако вышел на экраны лишь в 1987.